# Kevin Herget
Kevin R. Herget (Teaneck, Nueva Jersey, 3 de abril de 1991), más conocido como Kevin Herget, es un jugador profesional estadounidense de béisbol que se desempeña en la posición de lanzador en New York Mets, equipo de las Grandes Ligas de Béisbol (MLB).

## Carrera
Herget hizo su debut en la MLB con el equipo Tampa Bay Rays, en el cual jugó una temporada (2022), después pasó a Cincinnati Reds (2023), luego a Milwaukee Brewers (2024), posteriormente a New York Mets.